# Saint-Didier-sous-Riverie
Saint-Didier-sous-Riverie era una comuna francesa situada en el departamento de Ródano, de la región de Auvernia-Ródano-Alpes, que el 1 de enero de 2017 pasó a ser una comuna delegada de la comuna nueva de Chabanière al fusionarse con las comunas de Saint-Maurice-sur-Dargoire y Saint-Sorlin.

## Demografía
| Gráfica de evolución demográfica de Saint-Didier.sous-Riverie entre 1800 y 2013 |
|                                                                                 |

Los datos demográficos contemplados en este gráfico de la comuna de Saint-Didier-sous-Riverie se han cogido de 1800 a 1999 de la página francesa EHESS/Cassini, y los demás datos de la página del INSEE.